# Aladdin (BlackRock)

Logo von Aladdin

Aladdin, ein Akronym für Asset, Liability, and Debt and Derivative Investment Network, ist der Name für ein Datenanalysesystem, das die Risikomanagementplattform des US-amerikanischen Finanzdienstleisters BlackRock ist.

## Beschreibung
Aladdin ist das Analysesystem, mit dem BlackRock die einzelnen Geldanlagen bewertet. Außer den Finanzprodukten von BlackRock in Höhe von etwa 10 Billionen Euro (assets under management) wird mit Aladdin auch die Entwicklung von etwa 30 000 Investmentportfolios im Wert von etwa 15 Billionen Euro überwacht. Dieser Vermögenswert entspricht etwa 7 bis 10 % aller Vermögenswerte weltweit, die von über 170 Pensionsfonds, Banken, Versicherungen, Stiftungen und anderen institutionellen Anlegern stammen.
Zu den Kunden, die Aladdin nutzen, gehören unter anderem CalPERS (California Public Employees’ Retirement System) mit einem Anlagevermögen von 260 Mrd. US$, die Deutsche Bank mit etwa 900 Mrd. Euro und Prudential plc mit etwa 700 Mrd. US$. Aladdin baut auf einem Fundus historischer Daten auf, der mittels Monte-Carlo-Simulation große, zufällig erzeugte Stichproben aus der sehr hohen Zahl möglicher zukünftiger Szenarien auswählt. Damit wird ein statistisches Bild von unterschiedlichen Szenarien erzeugt, das sich aus Aktien und Anleihen unter verschiedenen künftigen Rahmenbedingungen ergibt. Ein Portfolio kann auch einem Stresstest unterzogen werden. So kann beispielsweise die Auswirkung einer globalen Grippepandemie oder einer Art Lehman-Brothers-Insolvenz auf ein Portfolio simuliert werden. Das Programm gibt allerdings keinen Rat, eine bestimmte Anlage, beispielsweise eine Aktie oder Anleihe, zu kaufen oder verkaufen. Diese Entscheidung bleibt dem Benutzer, d. h. einem Portfoliomanager, überlassen.
Eines der vier Rechenzentren von BlackRock, auf denen Aladdin betrieben wird, befindet sich in Wenatchee im Bundesstaat Washington. In Wenatchee besteht das Netzwerk aus etwa 6000 Computern.
Damit analysiert die Software globale Wirtschaftsdaten, Börsenkurse und zahlreiche andere wirtschaftliche Einflussfaktoren. So werden bei der Portfoliobewertung beispielsweise auch plötzliche Regierungswechsel, Erdbeben, Kälte- und Dürreperioden berücksichtigt.
Aladdin soll pro Woche etwa 200 Millionen Kalkulationen durchführen. Zukünftig will BlackRock Aladdin mit noch größeren Datenmengen („Big Data“) versorgen, um die Marktführerschaft zu verteidigen. Dabei will das Unternehmen auf Daten von Firmen und Privatpersonen zugreifen. Dazu gehören beispielsweise Aufnahmen von Überwachungskameras auf Parkplätzen großer Einzelhändler oder Social-Media-Aktivitäten. Wird beispielsweise in einer Suchmaschine ein Begriff zunehmend oft gesucht, so wird dies als Indiz für einen neuen Trend gewertet. Ein Investment in die Aktien des vermarktenden Unternehmens könnte sich aus Anlagegesichtspunkten lohnen. Wird dagegen eine Aktie in Anlegerforen besonders häufig genannt, so wird dies als negativ gewertet, da die Aktie schon einen hohen Bekanntheitsgrad hat und das Kurspotenzial vielleicht schon erschöpft ist. Mit Hilfe von Datenverarbeitungsexperten und Aladdin sollen die anfallenden Datenmengen strukturiert werden.
Aladdin soll aus 25 Millionen Zeilen Code bestehen (Stand 2016), der über die Jahre von über 1000 Entwicklern erstellt wurde. Nach Darstellung von BlackRock kann das Programm den gesamten Investmentprozess über sämtliche Assetklassen abdecken und so das gesamte Wissen des Konzerns bündeln.
Der Name Aladdin soll von Benett W. Golub stammen. Nach Meinung der Autorin Heike Buchter ist Aladdin das, was „BlackRock im Innersten zusammenhält“ und die „Basis für seine wachsende Macht“. Andere Autoren bezeichnen Aladdin als „eine Art SAP für Investoren und die Grundlage des gesamten BlackRock-Geschäftes“.
Aladdin ist ein registriertes Warenzeichen von BlackRock, Inc. Organisatorisch gehört Aladdin zu BlackRock Solutions (BRS).

## Geschichte
Seinen Anfang nahm Aladdin 1988 auf einer einzelnen Workstation von Sun Microsystems. Diese von Charles Hallac (1964–2015) gekaufte Workstation stand in dem zu dieser Zeit aus nur einem Zimmer bestehenden Büro des Unternehmens zwischen einem Kühlschrank und einer Kaffeemaschine. Hallac gilt als ursprünglicher Erbauer (initial architect) von Aladdin. Die ersten mathematischen Modelle für Aladdin wurden von Hallac und Benett W. Golub entwickelt. Es handelte sich dabei unter anderem um Modelle für Hypothekenpapiere (CMOs, Collateralized Mortgage Obligations), die seinerzeit ein neues Finanzprodukt waren.
Den ersten großen Einsatz hatte Aladdin 1994 für einen Auftrag von General Electric (GE). BlackRock sollte das problematische Hypothekenportfolio der Investmentbank Kidder, Peabody & Co, die seit 1986 eine GE-Tochtergesellschaft war, analysieren. Das Portfolio galt zu dieser Zeit als eines der komplexesten weltweit. Mit Hilfe von Aladdin konnte BlackRock diesen Auftrag problemlos abwickeln und Kidder, Peabody & Co wurde im selben Jahr an Paine Webber verkauft.
Golub und andere Mitarbeiter von BlackRock stellten fest, dass die ursprünglich nur für eigene Zwecke mittels Aladdin erstellten Analysen und Modelle auch für Kunden von Interesse sind. So entstand ein neuer Geschäftsbereich und im Jahr 2000 wurde die Nutzung von Aladdin offiziell Kunden angeboten.
Bedingt durch die Finanzkrise ab 2007 rückte bei Finanzanlagen das Thema Risikomanagement in den Fokus. Die wenigsten Vermögensverwalter hatten dafür das entsprechende Personal und Know-how. Das Angebot von BlackRock, die Analyseninstrumente und Datenbanken von Aladdin für die Risikobewertung nutzen zu können, deckte den Marktbedarf und brachte BlackRock eine sehr breite Kundenbasis. Die Finanzkrise und das Produkt Aladdin haben wesentlichen Anteil an der marktbeherrschenden Position von BlackRock. Auch die US-amerikanische Regierung vertraute während der Finanzkrise dem Risikomanagement von Aladdin und übergab dem Finanzdienstleister „toxische Papiere“ im Wert von 130 Mrd. US$ zur Verwaltung. Diese „Schrottpapiere“ stammten vom Staat und der US-Notenbank, aus der Abwicklung von Bear Stearns und American International Group. Im weiteren Verlauf der Finanzkrise durfte BlackRock die Bilanzposten der inzwischen verstaatlichten Hypothekenbanken Fannie Mae und Freddie Mac bewerten und den Rückkauf von hypothekengesicherten Wertpapieren für die US-Notenbank in Höhe von 1,25 Billionen US$ managen. BlackRock galt danach in der Finanzwelt als „Einäugiger unter den Blinden“. Durch die staatlichen Aufträge, auch aus Großbritannien und Griechenland, erhielt BlackRock Zugang zu Informationen, die wiederum in Aladdin einflossen.

## Kritik
Kritiker von BlackRock weisen auf die Risiken hin, die durch das hohe Marktgewicht von Aladdin gegeben sind. Dies könne ein Klumpenrisiko für die Finanzmärkte sein. Wenn mehrere Finanzschwergewichte aufgrund von identischen Aladdin-Empfehlungen nach dem gleichen Muster handeln würden, könne dies zur Instabilität beitragen. BlackRock sieht dagegen diese Gefahr nicht, da Aladdin nur ein Ratgeber sei, jeder Investor selbst entscheide und dabei unterschiedliche Strategien und Ziele verfolge.
Aladdin sei auf möglichst hohe Rendite, bei gleichzeitig minimalem Risiko ausgerichtet, lautet eine weitere Kritik. Nichtmonetäre Faktoren wie beispielsweise Umweltschutz, Mitarbeiterzufriedenheit und langfristige unternehmerische Perspektiven würden nicht in die Analysen von Aladdin einfließen.